# Четвърти конгрес на Съюза на македонските емигрантски организации
Четвъртият редовен конгрес на Съюза на македонските емигрантски организации е проведен между 31 януари и 2 февруари 1926 година в София.

## История
Избрано е ново ръководство на организацията в състав Константин Д. Станишев (председател), Велко Думев (подпредседател), Лазар Киселинчев (подпредседател), Наум Якимов (секретар), Георги Кондов (секретар), Никола Габровски (секретар), Христо Попантов (член), Димитър Янев (член), Петър Ачков (член), Манчо Димитров (член), Кръстю Теодосиев (член) и Спиро Константинов (член).
Приета е „резолюция до общественото мнение в страната“, в която се заявява, че търсеното сближаване на България и Кралството на Сърби, Хървати и Словенци е невъзможно към този момент въпреки опитите на новото сговористко правителство в България. Делегатите от Щипското благотворително братство инициират създаването на Македонския женски съюз.